# Raïon de Lazarevskoïe

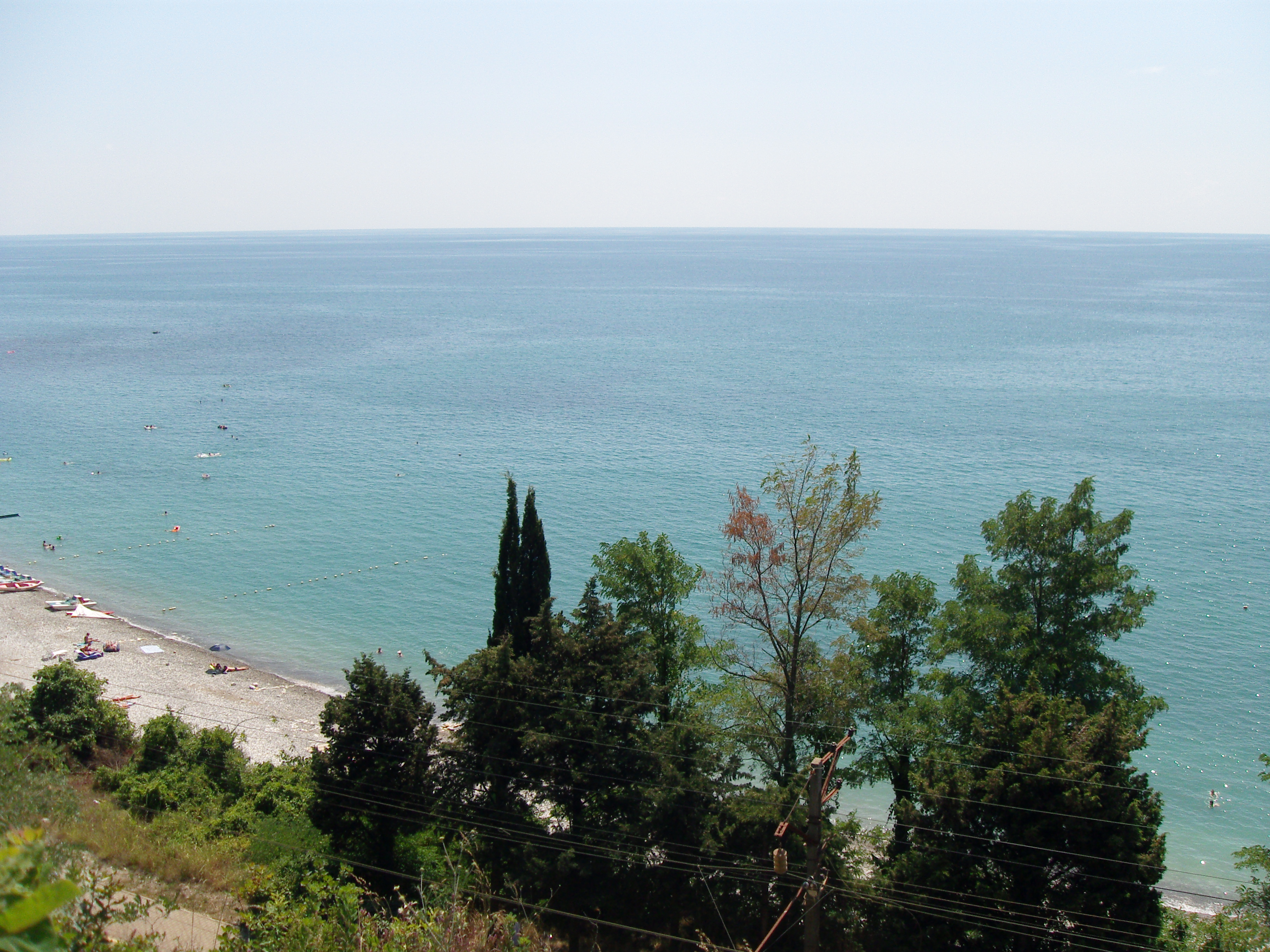
Vue du littoral de la mer Noire appartenant au district

Le raïon de Lazarevskoïe (Лазаревский район) est l'un des quatre districts (ou raïons) composant la ville-arrondissement de Sotchi, en Russie au bord de la mer Noire, l'ensemble appartenant au kraï de Krasnodar. Sa population était de 68 336 habitants en 2013. Son chef-lieu administratif est la station balnéaire de Lazarevskoïe.

## Géographie
Ce district est le plus étendu des quatre raïons composant Sotchi, puisqu'il s'étend sur 1 744 km2. Ses limites sont le littoral de la mer Noire et à l'intérieur les contreforts du Grand Caucase. Au nord-ouest sa limite est la rivière Chepsi qui le sépare du raïon de Touapsé et au sud-est le col de Mamaïka qui marque la limite avec le district central de Sotchi.

## Historique
Le 16 janvier 1934, le village de Lazarevkoïe et ses alentours est transféré administrativement du raïon de Touapsé au raïon national des Chapsoughs qui est renommé en 1945, raïon de Lazarevskoïe. Celui-ci est absorbé à la ville-arrondissement de Sotchi en 1961, formant l'un de ses quatre raïons.

## Administration
Le territoire est partagé en plusieurs microraïons (sous-districts) et en six arrondissements ruraux:
- Les sous-districts sont constitués de stations balnéaires et de villages côtiers: Aché (à l'embouchure de la rivière du même nom), Chaoumianovka, Dagomys, Gloubokaïa Chtchel, Goloubaïa Datcha, Golovinka, Iakornaïa Chtchel, Kalinovka (à 1 km au sud de Makopsé), Lazarevskoïe (son chef-lieu), Loo, Loutchezarny, Magri (qui marque la limite avec le district central de Sotchi), Makopsé (à 17 km au nord de Lazarevskoïe), Moukhortova Poliana, Nijnaïa Beranda, Nijnaïa Khobza, Outchdéré, Soloniki (à l'embouchure de la rivière Tsouskhvadj), Tchemitokvadjé (à 18 km de Lazarevskoïe), Tikhonovka, Vardané (5 000 habitants, au milieu du littoral du district à l'embouchure de la rivière Bouou), Vichniovka (4 000 habitants).
- Les arrondissements ruraux sont situés à l'intérieur des terres dans les hauteurs, certains villages sont entourés de plantations de thé:
  - Arrondissement rural de Kirov (Alexeïevskoïe, Marino, Tatianovka, Tkhagapch)
  - Arrondissement rural de Kitchmaï (Bolchoï Kitchmaï, Maly Kitchmaï, Volkonka, Zoubova Chtchel, Katkova Chtchel)
  - Arrondissement rural de Lygotkh (Kalej, Khadjiko, Lygotkh, Mamedova Chtchel, Nadjigo)
  - Arrondissement rural de Solokhaoul (Bzogou, Khartsiz I, Khartsiz II, Otradnoïe, Solokhaoul, Verkhnerousskoïe Loo)
  - Arrondissement rural de Verkhneloo (Beranda, Detliajka, Gornoïe Loo, Nijneïé Outchrédé, Verkhnearmianskaïa Khobza, Verkhnearmianskoïe Loo, Verkhneiakornaïa Chtchel)
  - Arrondissement rural de Volkovka (Altmets, Baranovka, Ordynka, Razbity Kotel, Sergueï-Polié, Tchetviortaïa Rota, Tretia Rota, Varvarovka, Vassilievka, Verkhneïé Outchrédé, Volkovka)

## Notes et références

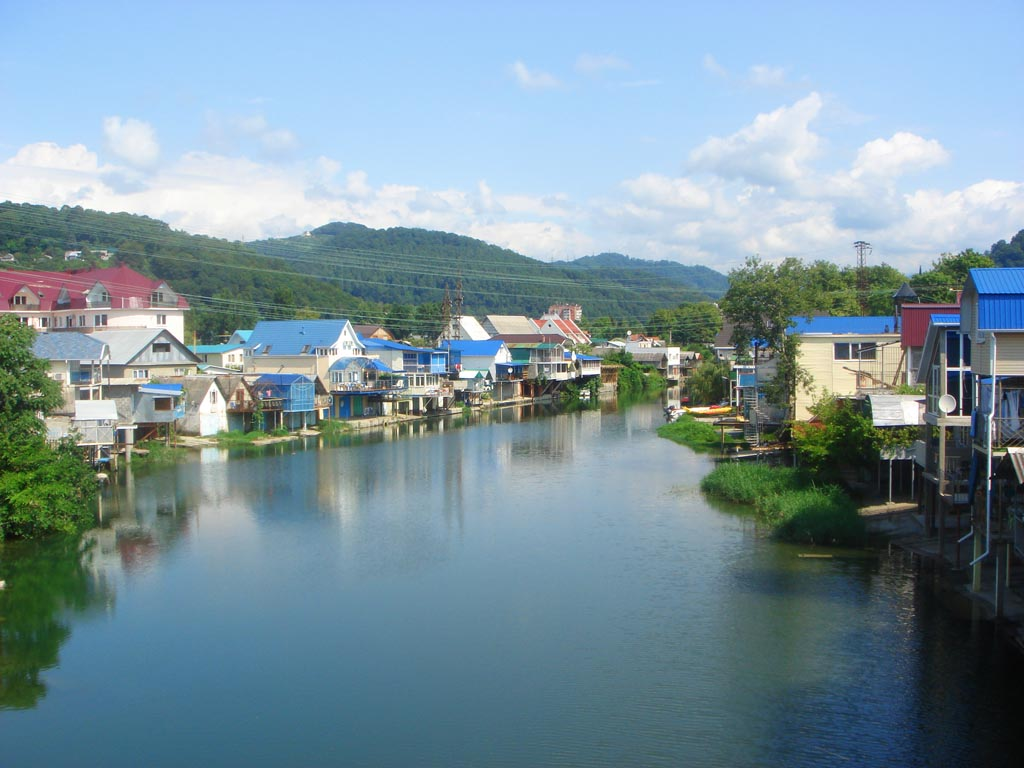
Vue des bords de la rivière Dagomys vers la côte

## liens externes
- (ru) Site à propos de Lazarevskoïe